# Кластерная теория искусства
Кластерная теория искусства — один из новейших подходов в современной теории искусства, предложенный шотландским философом Берисом Готом на рубеже XX—XXI веков, который подразумевает отказ от четкой дефиниции искусства в пользу набора вариативных критериев, характеризующих его сущность.

## Предпосылки возникновения
Теория Гота вытекает из возникшего в середине XX века антиэссенциалистского направления. Его основоположник американский философ Моррис Вейц написал работу «Роль теории в эстетике» (1956 г.), в которой ставится под сомнение необходимость давать четкие дефиниции искусству. Он считал, что искусство является открытым понятием — не обладающим постоянными свойствами, то есть применение этого понятия может меняться при появлении новых условий, а их появление неизбежно, так как неизбежно будут возникать новые художественные формы и движения. Соответственно, Вейц упрекал эстетику в целом, в ее логически тщетных попытках «определить то, что не может быть предельно так, как требуется».  Антиэссенциализм был весьма популярен однако также был подвергнут критике, которая перевесила популярность, и лишь в 2000-х Гот актуализировал антиэссенциалистские идеи в работе «„Искусство“ как кластерное понятие» (2000 г.)

## Содержание
Сам по себе кластерный подход, вне философии искусства, актуален при определении сложных случаев в разных отраслях современной науки (астрономии, психологии, социологии и др.), когда недостаточно устойчивых критериев для определения тех или иных феноменов.
Согласно Берису Готу, искусство так же является феноменом с неустойчивыми критериями. Поэтому искусство — это кластерное понятие, состоящее из варьирующихся в зависимости от времени и места критериев (кластеров), которые содействуют приданию статуса искусства, но индивидуально не необходимы. Есть и обязательное условие: произведение искусства непременно должно быть создано действующим лицом.
Автор кластерной теории предлагает 10 критериев искусства:
1) обладание позитивными эстетическими качествами (под которыми подразумевается «прекрасное и его подвиды»);
 2) является выразителем эмоций; 
3) является интеллектуальным вызовом; 
4) является сложным с точки зрения формы; 
5) обладание возможностью быть понятым по-разному;
 6) представление индивидуальной точки зрения; 
7) является опытом творческого воображения;
 8) является выполненным с высокой степенью мастерства;
 9) принадлежность к какому-либо художественному направлению;
 10) обладание возможность обнаружить замысел создания произведения искусства.

## Критика
Теория Гота была подвергнута критике. С одной стороны её упрекали в том, что она является не только новой волной антиэссенциализма, но и ответвлением эссенциализма, поскольку, в некотором смысле, Гот все же претендует на определение искусства, пусть и таким нестандартным способом(С. Дэвис и Т. Ададжьян).
С другой стороны, оспаривается сам принцип вариативности критериев. Возникает вопрос, на каком основании одни критерии могут быть кластерами, а другие нет? Критик А. Мескин, саркастично выразив свой скептицизм, отметил, что еще одним кластером искусство может стать «то, что сделано в четверг», что одновременно и абсурдно, и справедливо в рамках концепции Гота.